# Vaduz
Vaduz (/faˈdʊts/) es la capital del Principado de Liechtenstein. Es la sede del arzobispado de Liechtenstein y un importante centro financiero internacional. Vaduz es la sede de la administración del principado, del parlamento (Landtag) y desde 1939 residencia del príncipe soberano, que actualmente es Juan Adán II de Liechtenstein.
La ciudad contaba con 5.450 habitantes en 2018, en su mayoría católicos, y está situada a orillas del Rin, con una extensión de 17,3 km² y a 455 m sobre el nivel del mar.

## Historia
Seguramente la región fue poblada desde la época prehistórica según los vestigios encontrados recientemente. En la época romana era un punto de cruce hacia la región germánica. La ciudad fue fundada probablemente en el siglo XIII por el conde de Werdenberg, que construyó un castillo defensivo en la región, el cual fue propicio para atraer gente y darle vida a la ciudad. La primera vez que se nombra el castillo es en 1322, y en 1499 este castillo aparece como saqueado por los suizos.
Durante el Renacimiento la ciudad vivió una época de gran impulso arquitectónico y cultural.
Vaduz se menciona por primera vez en 1150. A partir de mediados del siglo XV, el conde de Vaduz residió en el castillo de la ciudad.

## Geografía
La ciudad se encuentra asentada a orillas del río Rin. El municipio cuenta con un área principal y cinco exclaves. En la parte principal limita al norte con el municipio de Schaan, al este con Triesenberg, al sur con Triesen, y al oeste con Buchs y Sevelen (Cantón de San Galo, Suiza). Gracias a sus enclaves limita también con los municipios de Eschen, Gamprin, Planken y Balzers.

## Monumentos
- Vaduz cuenta con una serie de bibliotecas bien surtidas y una hermosa catedral, la Catedral de San Florián de Vaduz.

- El castillo del príncipe: El castillo fue construido en la época medieval, pero con el paso del tiempo se le agregaron dos alas; una de estilo renacentista y la otra de estilo neoclásico. Actualmente el castillo está siendo restaurado. No está permitido el acceso al público.

- El Museo Nacional de Liechtenstein muestra una exposición permanente sobre la cultura y la historia natural de Liechtenstein, así como exposiciones especiales. También existe el sello de correos y un Museo de esquí.

## Cultura
Gran parte de la economía local depende actualmente del sector bancario. Vaduz es considerada como una de las capitales de los paraísos fiscales más prósperos del mundo.
La ciudad es rica en almacenes de moda, algunos de los cuales representan el período de la Belle époque (cuando Vaduz tenía las mejores relaciones con Viena) cuando la ciudad se convirtió en un centro cultural a nivel europeo. Vaduz fue la sede de varios encuentros de filósofos, poetas y músicos. La localidad cuenta con una gran oferta museística para su talla, entre ellos el Kunstmuseum Liechtenstein.

### Turismo
El clima continental contribuye a que Vaduz sea uno de los destinos preferidos de los turistas extranjeros. La presencia de una estación termal y de estaciones de esquí permiten que la ciudad pueda ser visitada durante todo el año. Aunque la ciudad no tenga acceso por ferrocarril, tiene excelentes correspondencias por autobús que la conectan con una estación de tren en Suiza.

### Deporte
| Equipo              | Deporte | Competición      | Estadio           | Creación |
| ------------------- | ------- | ---------------- | ----------------- | -------- |
| Fussball Club Vaduz | Fútbol  | Challenge League | Rheinpark Stadion | 1932     |

El fútbol es el principal deporte de la ciudad, su equipo es el Fussball Club Vaduz (el equipo más prestigioso de toda Liechtenstein), milita en la  Challenge League, la segunda mayor categoría del fútbol suizo y llegó a formar parte de la Superliga de Suiza (juega en el sistema de ligas suizo porque Liechtenstein no tiene liga de fútbol profesional), su copa es la Copa de Liechtenstein y su estadio es el Rheinpark Stadion el cual tiene capacidad para hasta 8000 espectadores y también es el estadio de la selección nacional del país. Otros deportes practicados son el baloncesto, el tenis, el balonmano, la natación y deportes de invierno. Además, cuenta con un pabellón deportivo donde se practican múltiples deportes.

## Personalidades
- Alexander Kellner, paleontólogo.
- Josef Rheinberger, músico.
- Marco Ritzberger, futbolista.
- Mathias Christen, futbolista.
- Medea de Novara, actriz.
- Klaus Tschütscher, político.
- Stephanie Vogt, tenista.
- Tina Weirather, esquiadora.
- Otmar Hasler, político.
- Adrian Hasler, político.

## Galería de imágenes

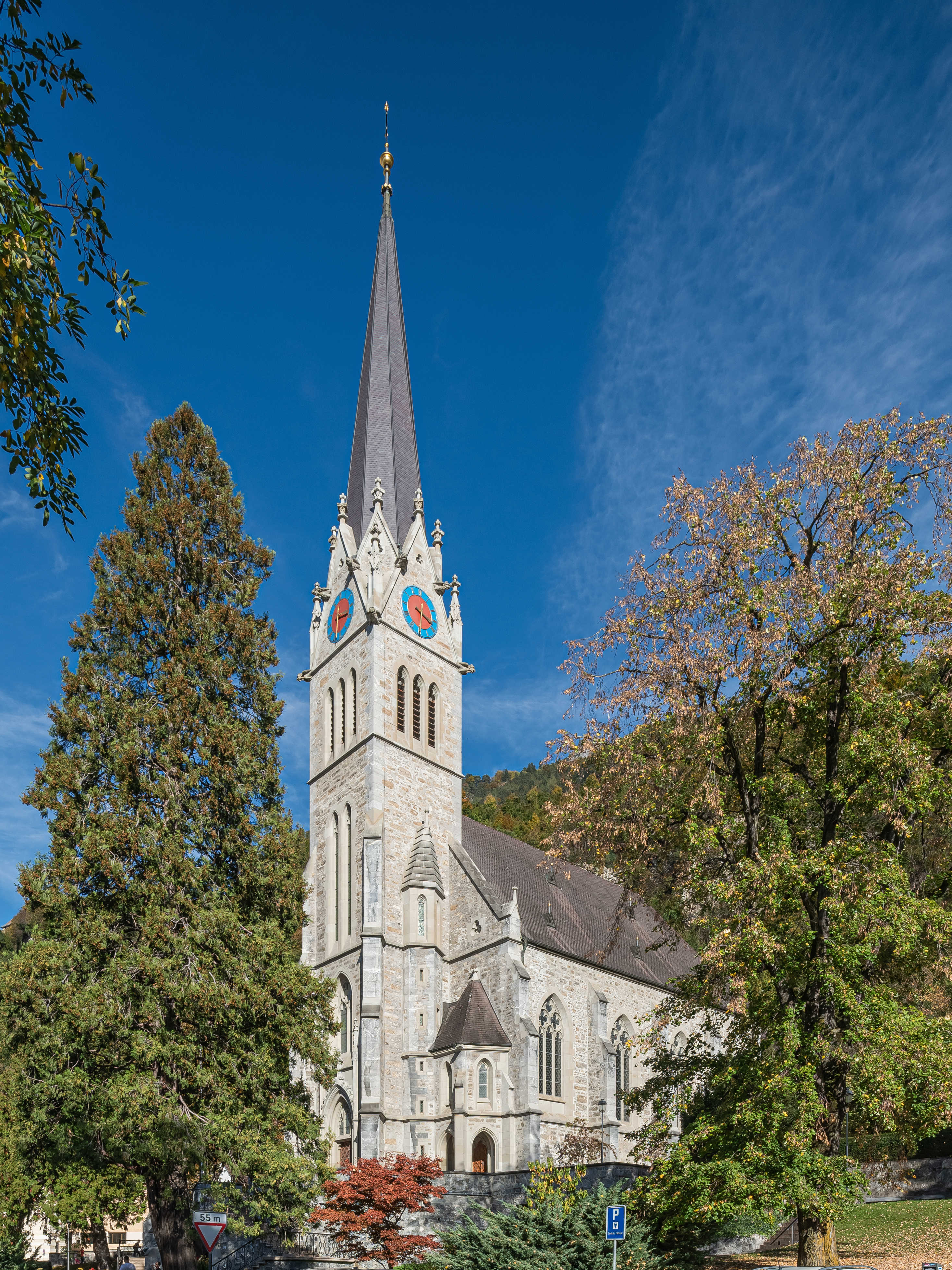
Catedral de San Florián.
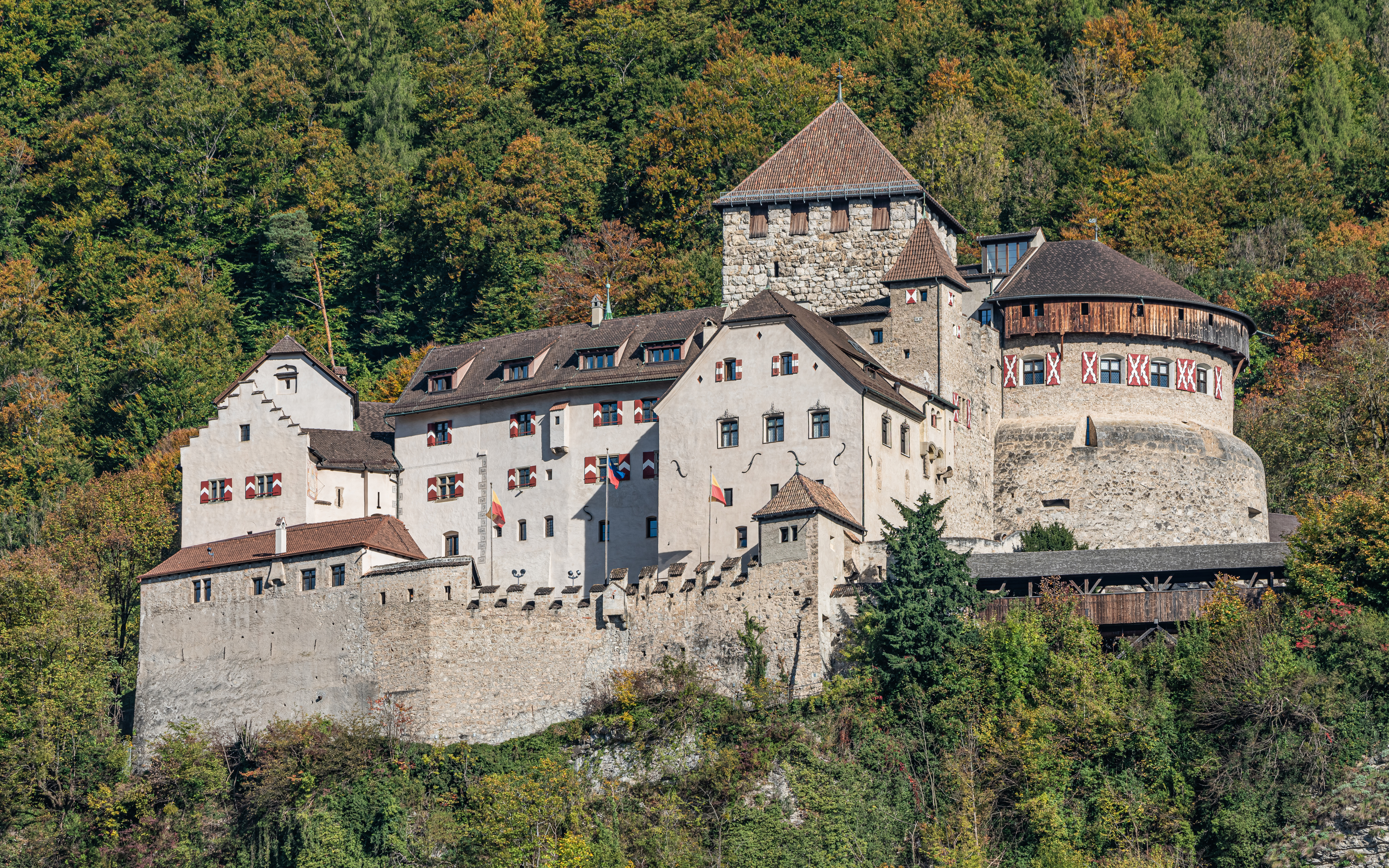
Castillo.
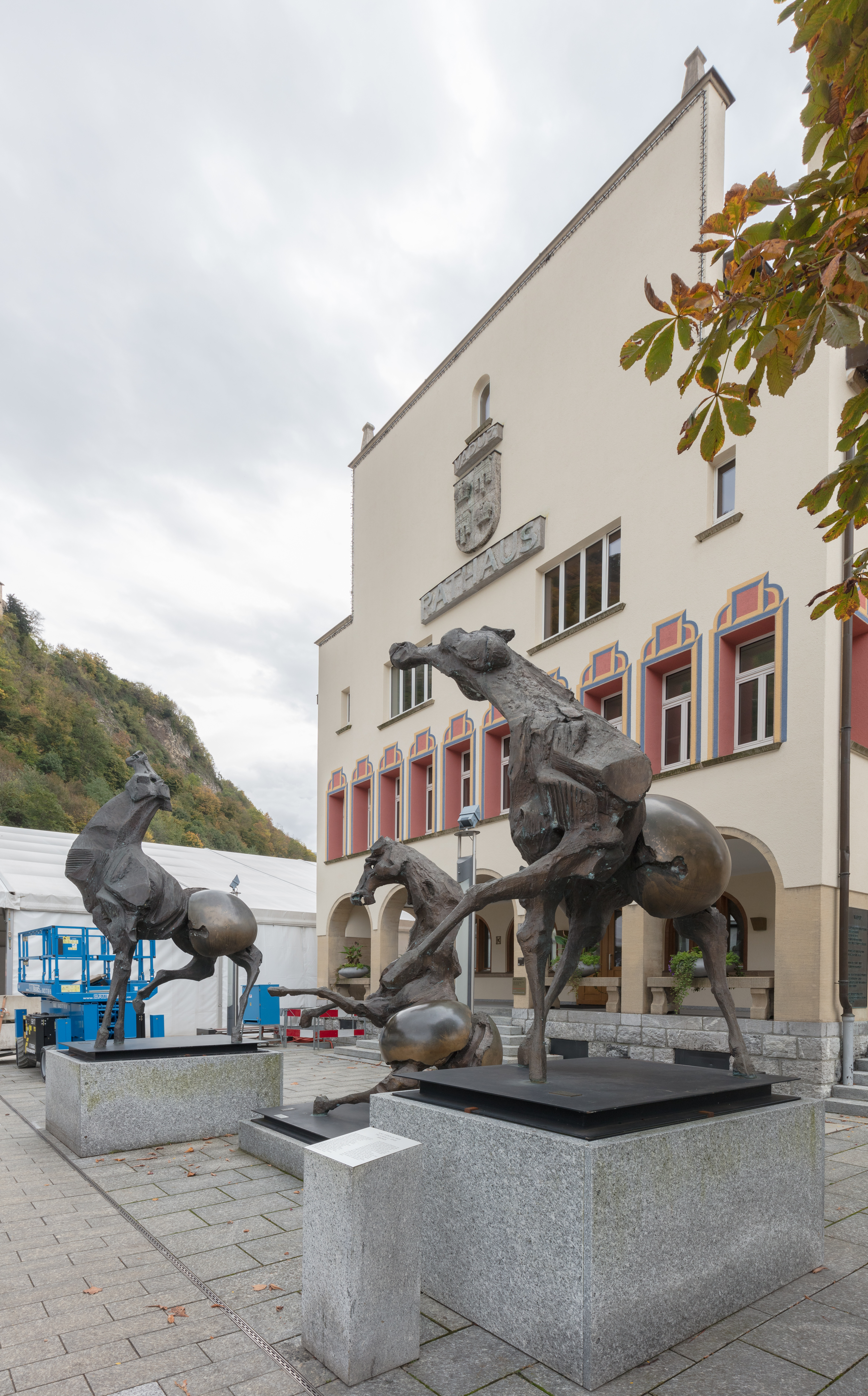
Ayuntamiento.
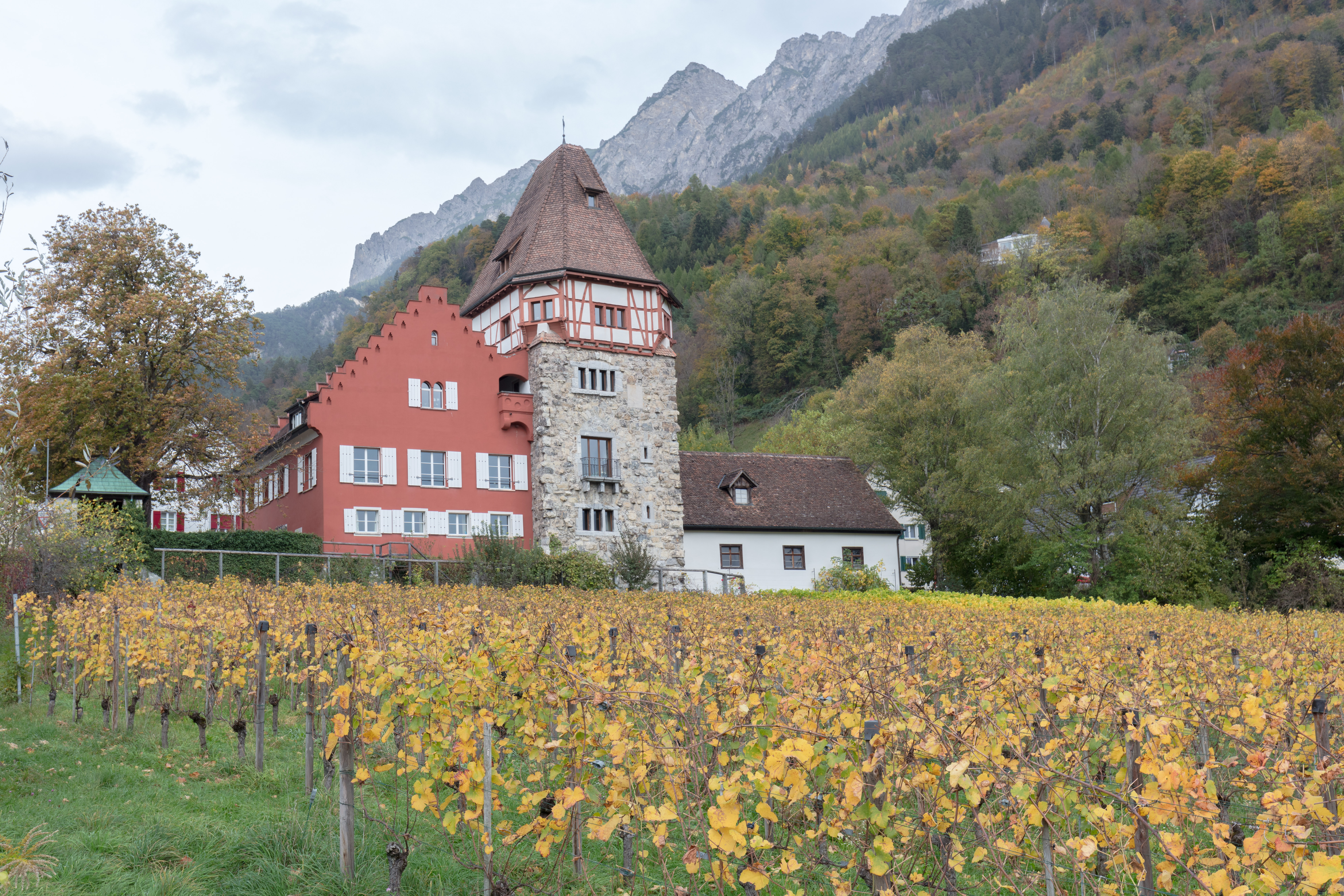
Casa Roja.
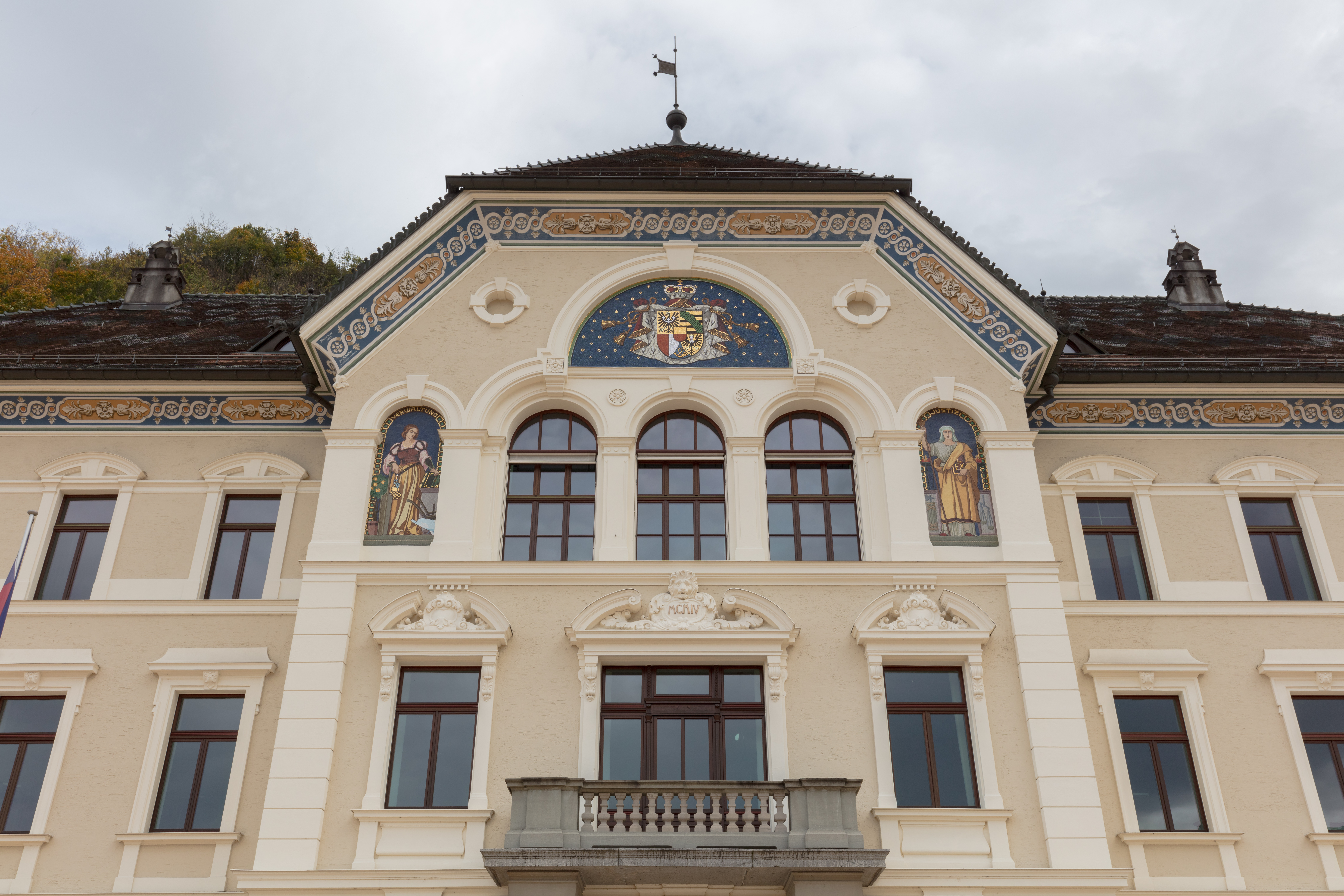
Edificio gubernamental.
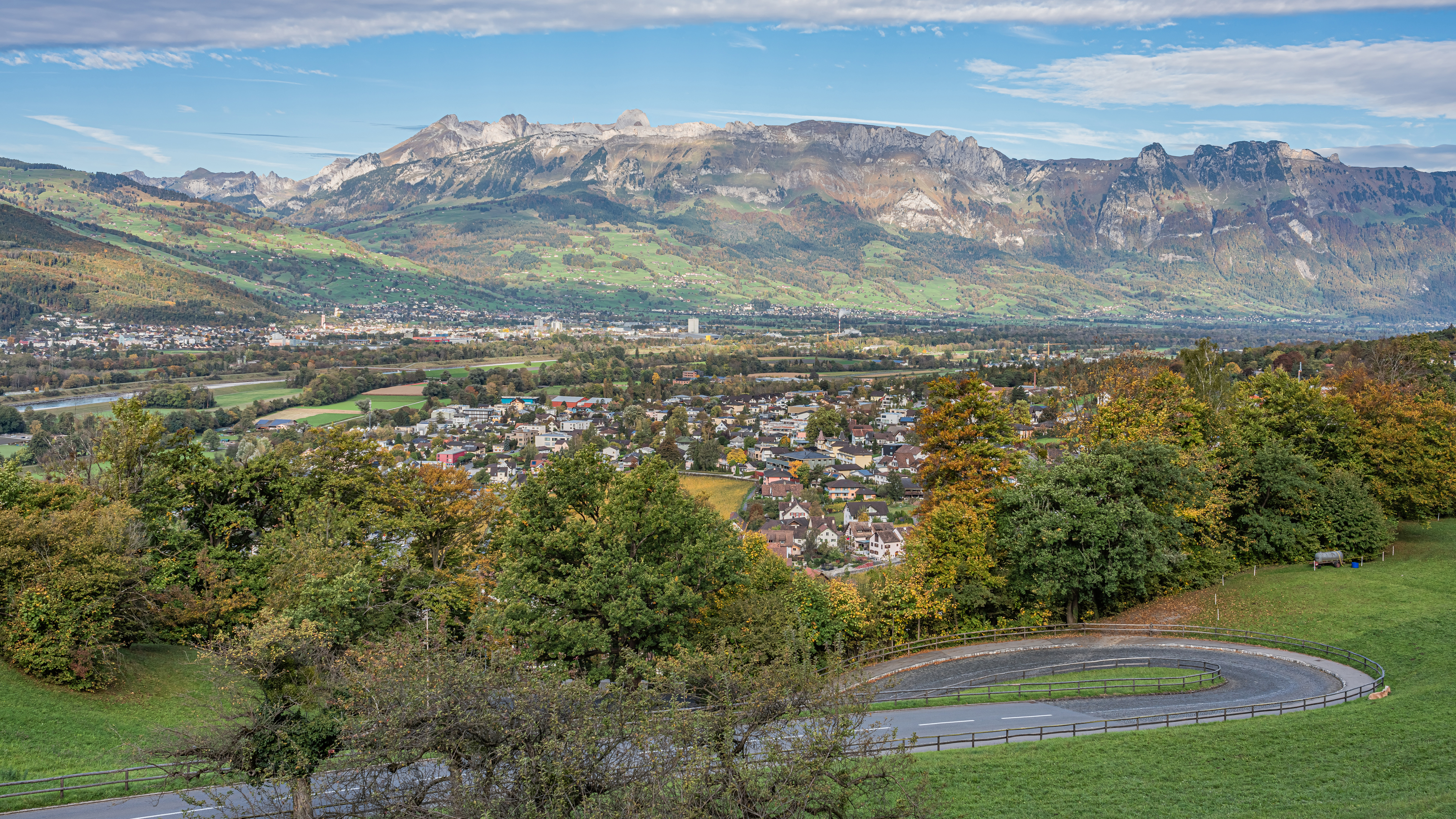
Vista de Vaduz desde el Castillo.
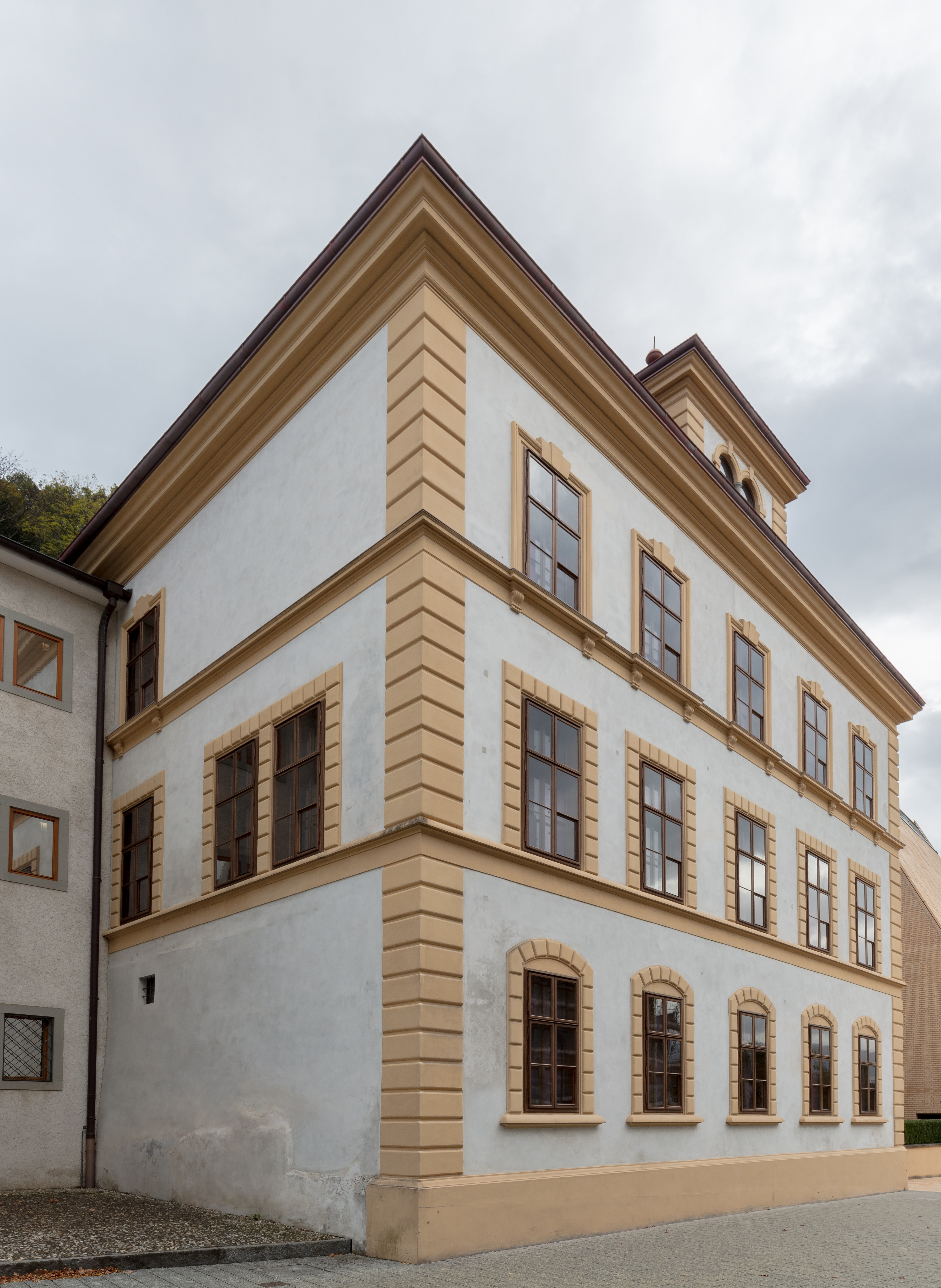
Museo estatal.
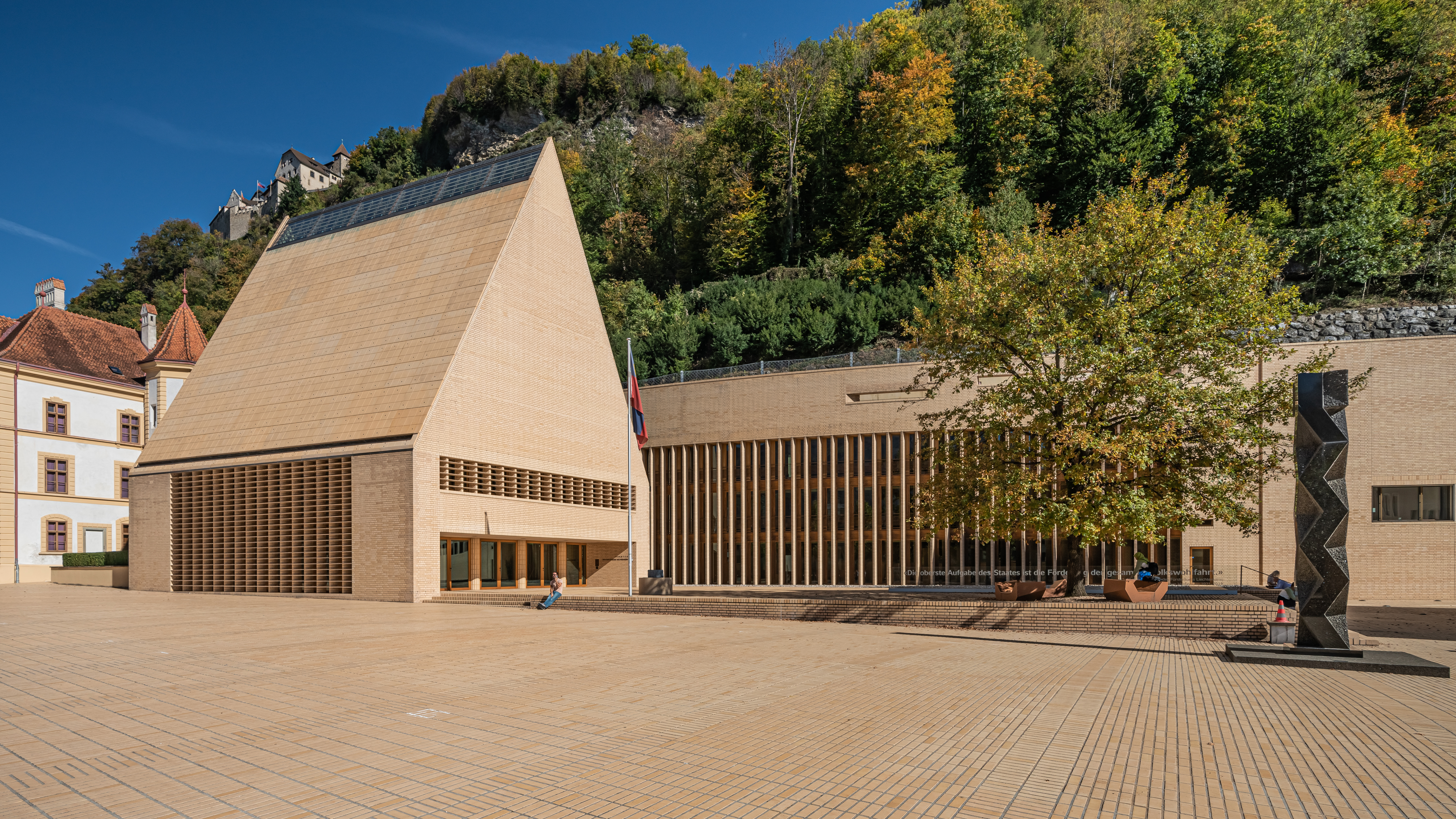
Parlamento.